# Thiophen
Thiophen, auch Thiofuran genannt, ist eine organische Verbindung mit der Summenformel C4H4S und zählt zu den Heteroaromaten. Vier Kohlenstoffatome und ein Schwefelatom bilden einen Fünfring mit sechs π-Elektronen, vier stammen von den Doppelbindungen und zwei von einem freien Elektronenpaar des Schwefels. Demnach ist es das Schwefel-Analogon von Furan.
Tritt ein Thiophenring als Substituent auf, so wird dies mit dem Präfix Thienyl- angegeben. Als Anelland heißt er Thieno.

## Geschichte
Thiophen wurde 1883 von Victor Meyer in Rohbenzol entdeckt, das durch Destillation von Steinkohlenteer gewonnen wurde. Während „phen“ auf das gasförmige Kokereiprodukt „Leuchtgas“ hinweisen sollte, das damals als Stadtgas zur Beleuchtung (gr. phainomei: leuchten) in den Städten diente, leitet sich „Thio“ vom Schwefel (gr. theion, vgl. auch Thioether) ab.
Das von Victor Meyer verwendete Rohbenzol bildete mit Isatin einen blauen Farbstoff, wenn es mit Schwefelsäure versetzt wurde (Indophenin-Reaktion). Daher hielt man die Bildung des Indophenins lange Zeit für eine Reaktion mit Benzol, bis ein Versuch mit reinem Benzol keine Farbreaktion ergab.
Hugo Erdmann und Jacob Volhard gelang die Thiophensynthese in der nach beiden benannten Volhard-Erdmann-Zyklisierung. Die deutschen Chemiker Wilhelm Steinkopf und G. Kirchhoff erhielten die Verbindung 1914 durch die Reaktion von Acetylen mit Pyrit.

## Herstellung
Technisch wird Thiophen aus Butan und Schwefel bei 560 °C synthetisiert:
{\displaystyle \mathrm {C_{4}H_{10}\ +\ 4\ S\ \rightleftharpoons \ C_{4}H_{4}S\ +\ 3\ H_{2}S} }
Statt Butan können auch Derivate des Butans, wie Butene, Butadien oder 1-Butanol eingesetzt werden, als Schwefelspender auch beispielsweise Schwefeldioxid oder Schwefelkohlenstoff.
Weiterhin kann Thiophen durch Erhitzen von Natriumsuccinat mit Diphosphortrisulfid oder durch Überleiten von Acetylen über erhitzten Pyrit erhalten werden.

## Eigenschaften
Thiophen ist bei Raumtemperatur eine mit Wasser nicht mischbare Flüssigkeit, die benzolartig riecht und bei 84 °C siedet.
Da es sich um eine aromatische Verbindung handelt, unterscheiden sich seine Eigenschaften stark von denen konventioneller Thioether: So ist es beispielsweise nicht möglich, den Schwefel mittels Methyliodid zu alkylieren, während die diesen flankierenden CH-Gruppen empfänglich für einen elektrophilen Angriff sind. Da es sich mit Schwefelsäure leicht sulfonieren lässt, ist die Umwandlung in die wasserlösliche Thiophensulfonsäure die Basis für Abscheidung von Thiophen aus verunreinigtem Benzol. Eine Trennung des Benzol-Thiophen-Gemisches durch Destillation ist aufgrund der sich um nur 4 °C unterscheidenden Siedepunkte kaum möglich.

### Sicherheitstechnische Kenngrößen
Thiophen  bildet leicht entzündliche Dampf-Luft-Gemische. Die Verbindung hat einen Flammpunkt von −9 °C. Der Explosionsbereich liegt zwischen 1,5 Vol.‑% (52 g/m3) als untere Explosionsgrenze (UEG) und 12,5 Vol.‑% (435 g/m3) als obere Explosionsgrenze (OEG). Der maximale Explosionsdruck beträgt 8,4 bar. Die Grenzspaltweite wurde mit 0,91 mm (50 °C) bestimmt. Es resultiert damit eine Zuordnung in die Explosionsgruppe IIA. Mit einer Mindestzündenergie von 0,39 mJ sind Dampf-Luft-Gemische extrem zündfähig. Die Zündtemperatur beträgt 395 °C. Der Stoff fällt somit in die Temperaturklasse T2.

## Polythiophen
Polythiophene (PT) können durch elektrochemische Polymerisation von Thiophen oder dessen Derivate hergestellt werden. Auch ist die Herstellung aus Grignard-Verbindungen von 2,5-Dihalogenthiophenen oder durch Oxidation möglich. Polythiophene sind höchst stabil gegenüber Wärme, Sauerstoff oder Feuchtigkeit.
Undotiertes Polythiophen besitzt nur eine geringe Leitfähigkeit. Durch Dotieren mit geeigneten Oxidationsmitteln werden jedoch Leitfähigkeiten bis 100 S/cm erreicht. Daher finden dotierte Polythiophene als Elektrodenmaterial, Halbleiter und Lichtemitter in Organischen Leuchtdioden Verwendung. Die Polythiophene leuchten bei Anlegung einer Spannung, wobei die jeweilige Farbe mit der elektrischen Spannung variiert werden kann. Da unsubstituiertes Polythiophen unlöslich und unschmelzbar ist, werden zur besseren Verarbeitung PT-Derivate benutzt.

## Vorkommen
Thiophen ist wie Benzol im Steinkohlenteer enthalten und kann auch als Verunreinigung in diesem enthalten sein.